# Clarence Kingsbury
Clarence Brickwood Kingsbury (Portsmouth, 3 de noviembre de 1882-Portsmouth, 4 de marzo de 1949) fue un deportista británico que compitió en ciclismo en la modalidad de pista. Participó en los Juegos Olímpicos de Londres 1908, obteniendo dos medallas de oro en las pruebas de 20 km y persecución por equipos.

## Medallero internacional
| Juegos Olímpicos | Juegos Olímpicos      | Juegos Olímpicos | Juegos Olímpicos        |
| Año              | Lugar                 | Medalla          | Competición             |
| ---------------- | --------------------- | ---------------- | ----------------------- |
| 1908             | Londres (Reino Unido) | Medalla de oro   | 20 km                   |
| 1908             | Londres (Reino Unido) | Medalla de oro   | Persecución por equipos |